# Tropidophis xanthogaster
Tropidophis xanthogaster là một loài rắn trong họ Tropidophiidae. Loài này được Domínguez Moreno & Hedges mô tả khoa học đầu tiên năm 2006.